# Paola Franchi
Pour les articles homonymes, voir Franchi.
Paola Franchi (née le 17 novembre 1953) est une décoratrice d'intérieur, artiste, auteure et ancienne modèle italienne. Son autobiographie L'amore spezzato (L'amour brisé), sortie en 2010, décrit sa relation avec l'homme d'affaires italien Maurizio Gucci, qui fut assassiné en 1995 lorsqu'ils étaient un couple.

## Biographie et relation avec Maurizio Gucci
Paola Franchi est née à Milan en 1953. Elle a fréquenté l'Académie des beaux-arts de Brera. Franchi était une amie d'enfance de l'homme d'affaires italien Maurizio Gucci et a assisté à son mariage avec Patrizia Reggiani en 1972 En 1983, elle épouse le magnat du cuivre Giorgio Colombo,. Leur fils Charly est né en 1985.
En 1990, Paola Franchi a commencé à fréquenter Gucci après qu'ils se sont rencontrés dans un club privé à Saint-Moritz. Paola Franchi est devenue la partenaire de Gucci pendant cinq ans, partageant un appartement de luxe à Corso Venezia (en), à Milan,,
En 1995, Maurizio Gucci a été abattu par un tueur à gages. Le lendemain du meurtre, Franchi a reçu un ordre d'expulsion de Patrizia Reggiani, épouse de Gucci,  lui intimant de  quitter l'appartement de luxe qu'elle partageait avec Gucci. Lorsque Franchi a déménagé, Reggiani a emménagé avec ses deux filles. Elle y a vécu pendant deux ans jusqu'à son arrestation en 1997. En 1998, Patrizia Reggiani a été condamnée à 29 ans de prison pour avoir organisé le meurtre. Selon les procureurs, Patrizia Reggiani était jalouse de Franchi et voulait l'empêcher d'épouser Gucci. Le mariage aurait réduit de moitié la pension alimentaire de Reggiani,.

## Vie privée
En 2001, le fils de Franchi, Charly Colombo, âgé de 16 ans, s'est suicidé. Elle est impliquée dans l'association caritative L'Amico Charly créée à la mémoire de son fils pour aider les adolescents en difficulté ou suicidaires,.
En 2016, elle a nié les affirmations selon lesquelles elle aurait eu une relation avec Gucci à cause de sa fortune: « En fait, mon ancien mari, que j'ai quitté pour Maurizio, était encore plus riche, donc c'est n'importe quoi. ».

## Dans la culture populaire
Dans le film House of Gucci (2021), Paola Franchi est interprétée par l'actrice française Camille Cottin .